# Liste des plus grands stades de Côte d'Ivoire
Cette liste des plus grands stades de Côte d'Ivoire regroupe tous les stades ayant une capacité d'au moins 5 000 places.
En Côte d'Ivoire, les stades sont généralement destinés au sport football. Certains stades sont toutefois susceptibles d'accueillir plusieurs disciplines, à l'image du Stade Alassane Ouattara et du Stade Félix-Houphouët-Boigny où des rencontres de football, de rugby à XV et d'athlétisme seront organisées.

## Plus grands stades en Côte d'Ivoire
| Nom                          | Ville             | Année d'ouverture (Dernière rénovation en date) | Capacité actuelle (Capacité estimée après travaux) | Sports principaux              | Propriétaire  |
| ---------------------------- | ----------------- | ----------------------------------------------- | -------------------------------------------------- | ------------------------------ | ------------- |
| Stade Alassane Ouattara      | Ébimpé (Abidjan)  | 2020 (2023)                                     | 60 000,                                            | Football rugby à XV Athlétisme | État ivoirien |
| Stade Félix Houphouët Boigny | Plateau (Abidjan) | 1964 (2009) (2018) (2023)                       | 29 500                                             | Football rugby à XV Athlétisme | État ivoirien |
| Stade Charles Konan Banny    | Yamoussoukro      | 2020 (2023)                                     | 20 000,                                            | Football                       | État ivoirien |
| Stade Laurent Pokou          | San-Pédro         | 1937 (2014)                                     | 20 000,                                            | Football                       | État ivoirien |
| Stade Amadou Gon Coulibaly   | Korhogo           | 2023                                            | 20 000,                                            | Football                       | État ivoirien |
| Stade de la Paix             | Bouaké            | 1984 (2007) (2018)                              | 40 000,                                            | Football                       | État ivoirien |
| Stade Robert Champroux       | Marcory (Abidjan) | 2007                                            | 10 000,                                            | Football rugby à XV            | État ivoirien |

## Galerie

Vue du Stade Félix Houphouët Boigny rénové d'Abidjan depuis la résidence ATTA du Plateau
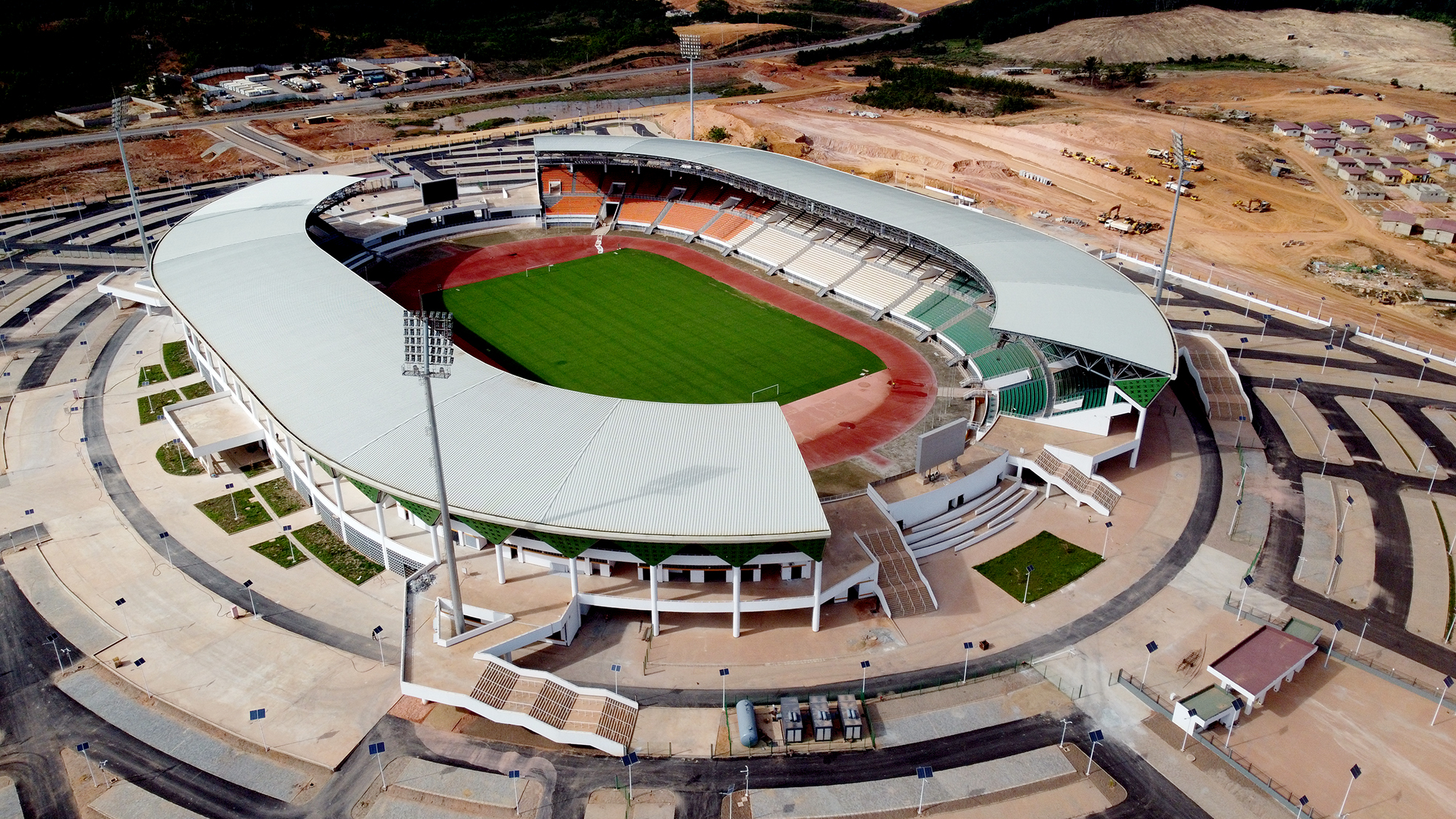
Vue aérienne du Stade Laurent Pokou de San-Pédro
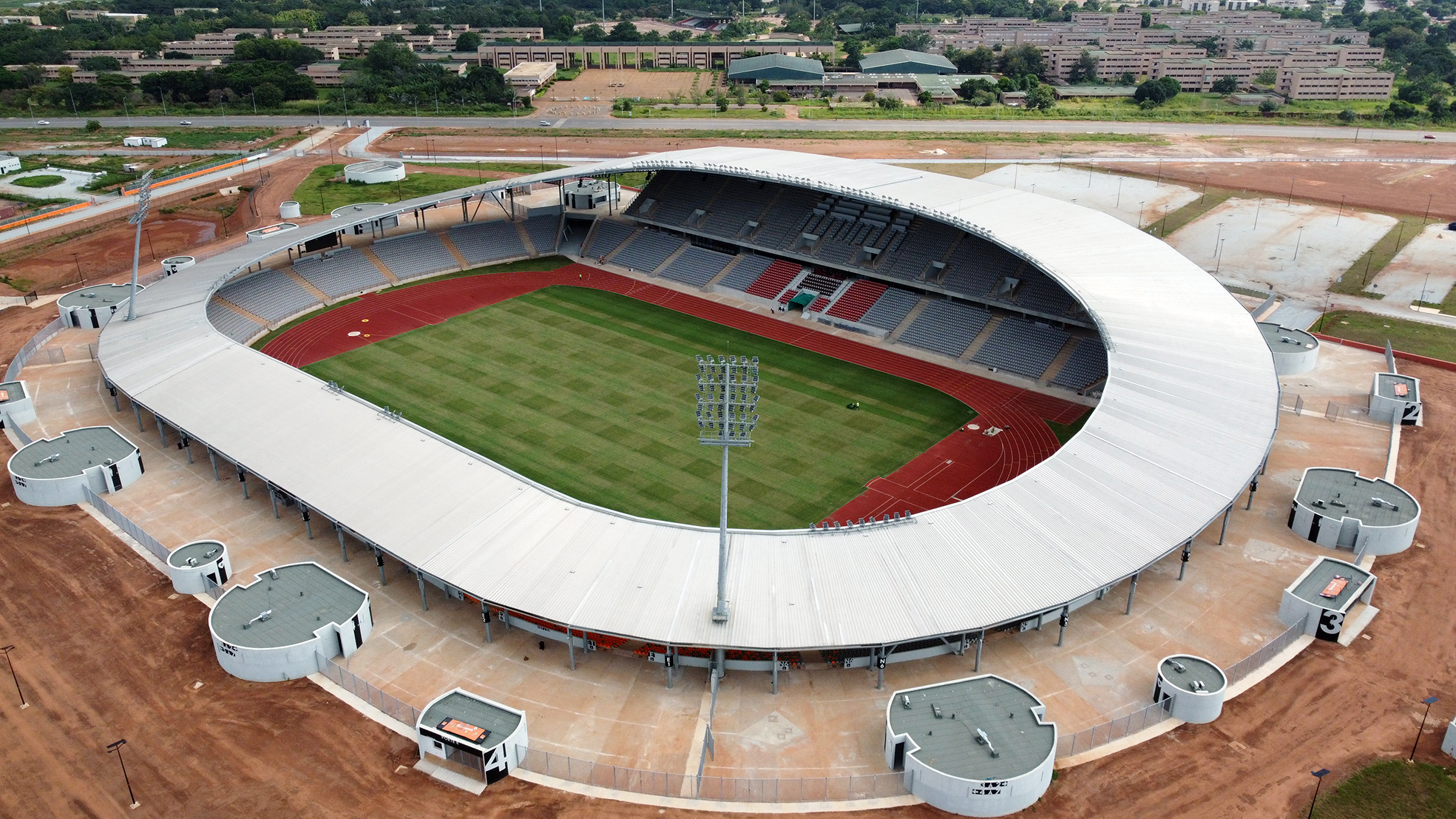
Vue aérienne du Stade Charles Konan Banny de Yamoussoukro
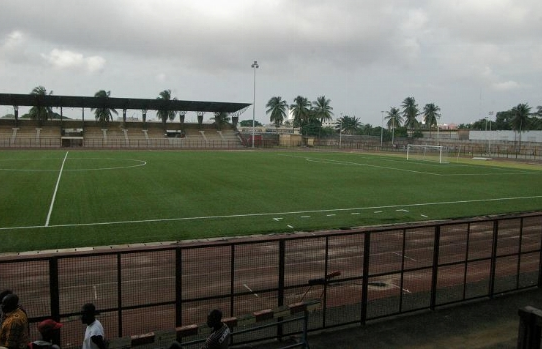
Stade Robert Champroux de Marcory, vue depuis la tribune A dudit stade